# 木下家定
木下 家定（きのした いえさだ）は、安土桃山時代から江戸時代初期にかけての大名。備中国足守藩初代藩主。足守木下家初代。晩年は出家し、法名は浄英（紹英）。

## 生涯
天文12年（1543年）、杉原定利（道松）の長男として生まれた。父は婿養子で、その妻である朝日殿（杉原家利の娘）の尾張国朝日村（現在の愛知県清須市）にあった実家に住んでいた。家定の生母は某氏ともいう。
初め杉原孫兵衛を名乗っていたが、妹おね（高台院、北政所）が、木下藤吉郎（後の秀吉）の妻となったことから、秀吉の立身に従ってその家人となり、義弟の姓である木下を名乗った。木下姓を称するが、秀吉と血のつながりはなく、諱を家定と改めた時期や経緯については不明である。また通説では、妹のおねとやや（長生院）は浅野長勝の養女となっており、浅野長政（長吉）も義弟にあたる。
従妹にあたる雲照院（おあこ、杉原家次の娘）を正室とするが、先に家女とされる女性との間に歌人木下長嘯子として知られる長男勝俊をもうけており、その後、正室との間には次男利房、三男延俊、五男小早川秀秋など、嫡庶合わせて八男まであった。
武将として活動した記録は特に見受けられないが、天正12年（1584年）に杉原家次が亡くなると秀吉の一門衆で筆頭格となった。なお、家次の死は秀吉から冷遇されていると考えて将来を悲観して自害したもので、これを知った激怒した秀吉が杉原氏を一時断絶させると共に家定らおねの一族に木下の名字を与えて杉原の名字を捨てさせたとする説もある。
天正13年（1585年）に羽柴秀長が大和郡山城に移ると、播磨姫路城に城代として入った。
天正15年（1587年）9月24日、播磨国内に1万1,341石を加増され、従五位下肥後守に叙任されて、羽柴姓を与えられた。豊臣姓を下賜されて、秀吉が奏請して朝廷より菊桐の紋を授けられている。時期ははっきりしないが従三位中納言に叙されたともされる。ただし『公卿補任』や『寛永諸家系図伝』『寛政重修諸家譜』には従三位・中納言叙任の記述はない。
文禄4年（1595年）8月17日、姫路城主2万5,000石に加増された。しばしば大坂城の留守居を務めたが、その際には三男延俊が姫路城の城代となった。
慶長5年（1600年）の関ヶ原の戦いでは東軍・西軍のどちらにも与せずに中立を保った。家定は大坂城を出て、大炊御門近くの京都新城で妹の高台院（北政所）の警護を務めていたが、本戦に西軍が敗れた後の9月16日、大津城の戦いから戻った立花宗茂が2千の兵を率いて京に入り、三条御幸町に陣をしいた。宗茂は使いを出して、「関ヶ原の役はご子息の秀秋が約束を破って東軍に属したがために石田三成は敗北したと聞く。貴殿が太閤の恩を忘れず二心なしというならば、私の兵と共に大坂城に籠城して、秀頼様に忠節をつくすべきだ」と誘ったが、家定は「大政所を守護するのみである。大坂城籠城については今の状況では判断できない。改めて相談しよう」と断っている
徳川家康は高台院に配慮し、家定を中立と評価して減封せず、要衝の姫路を娘婿の池田輝政に与えるという目的もあって、慶長6年（1601年）、家定を備中国足守（2万5,000石）に左遷した。しかし家定は領国には下らず、京に住んで出家した。
慶長9年（1604年）7月2日、二位法印に叙された。
慶長13年（1608年）8月26日、家定は死去した。享年66。臨済宗建仁寺塔頭常光院に葬られたが、高台寺にも高台院が築いた供養墓がある。菩提寺の常光院には、晩年の家定を描いた肖像画が残っている。
没後、家康は家定の遺領を勝俊と利房に分割相続させようとしたが、高台院が遺領を勝俊にすべて与えるよう浅野長政を通じて徳川秀忠に願い出たため、家康の怒りを買い所領没収の憂き目に遭った。しかし大坂の陣の戦後に利房が家康の命令で高台院を大坂城に入れないようにした功を認められ、領を復して足守藩となした。また三男延俊も豊後国日出藩を開き、両藩は廃藩置県まで継続した。ただし五男秀秋の岡山藩は無嗣断絶となっている。

## 系譜
- 父：杉原定利（?-1593）
- 母：朝日殿（?-1598） - おこひ、杉原家利の娘
- 正室：雲照院（?-1628） - あこ、おあこ、杉原家次の娘
  - 次男：木下利房（1573-1637）
  - 三男：木下延俊（1577-1642）
  - 五男：小早川秀秋（1582-1602） - 豊臣秀吉次いで小早川隆景の養子
- 側室：某氏（家女）
  - 長男：木下勝俊（1569-1649）
- 生母不明の子女
  - 四男：木下俊定（?-1602） - 小出吉政の養子
  - 六男：木下俊忠（1583-1665）
  - 七男：木下秀規（?-1615）
  - 八男：周南紹叔（?-1633）